# Gerd Binnig
Gerd Binnig (né le 20 juillet 1947 à Francfort-sur-le-Main) est un physicien allemand. Il est colauréat avec Heinrich Rohrer d'une moitié du prix Nobel de physique de 1986.

## Biographie
Après avoir obtenu le diplôme en 1978 de la chaire Werner Martienssen sous la supervision du professeur Eckardt Hoenig - en même temps où Horst Störmer a travaillé dans l'équipe - il a préparé sa thèse de doctorat dans le groupe de Heinrich Rohrer, Christoph Gerber et Edmund Weibel dans le laboratoire de recherche d'IBM à Zürich sur la spectroscopie à effet tunnel en (SN)x supraconducteur.
En 1982, il a développé avec Heinrich Rohrer le microscope à effet tunnel. Lui et Heinrich Rohrer sont colauréats d'une moitié du prix Nobel de physique de 1986 (l'autre moitié a été remise à Ernst Ruska) « pour leur conception du microscope à effet tunnel ». Il est également lauréat des prix Otto-Klung et Gustav-Hertz de 1983, du prix Hewlett Packard et du King Faisal International Prize (en).
Il a également développé le microscope à force atomique.
En 1994, il a fondé l'entreprise Delphi2 Creative Technologies GmbH à Munich (aujourd'hui Definiens AG), dont une filiale est Definiens Imaging GmbH vendant le logiciel eCognition servant à la classification d'images selon le paradigme orientée objet. Il travaille depuis 1987 comme professeur honoraire à l'Université Louis-et-Maximilien de Munich.
Il est marié avec la psychologue Lore Wangler depuis 1969, avec qui il a deux enfants.
L'astéroïde (216390) Binnig porte son nom.